# Aviario
Un aviario es una gran jaula para encerrar aves. Al contrario de las jaulas de pájaros, los aviarios permiten a las aves un mayor espacio para volar. Estos a menudo contienen plantas y arbustos que logran la simulación de un hábitat natural. 

## Aviarios públicos

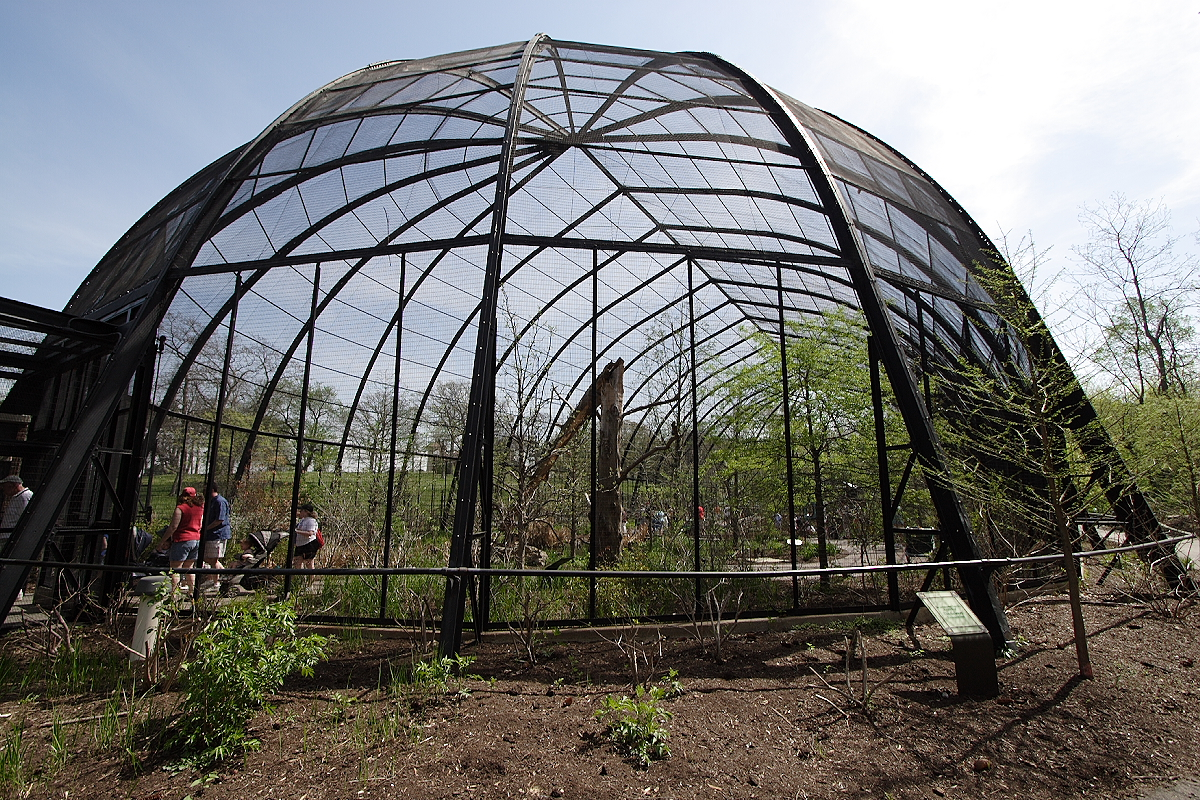
Aviario del Parque Zoológico de San Luis.

Los aviarios públicos son grandes y se encuentran frecuentemente en el establecimiento de un jardín zoológico (por ejemplo, el Zoológico de Londres y el Zoológico de San Diego). La ciudad de Pittsburgh es sede del National Aviary, el aviario más grande en Estados Unidos; el National Aviary es un ejemplo de un aviario no localizado dentro de un zoológico. El primer aviario establecido dentro de un zoológico fue el del Zoológico de Róterdam en 1880. 
En 1904, se hizo el aviario más grande jamás construido. Este aviario es de 69,5 metros de largo; 25,6 de ancho y de 15,25 de alto. Fue construido para la Exposición Universal de San Luis. El aviario impulsó la construcción de un zoológico en esta ciudad en 1910. Esta es una de las pocas estructuras que permanece en buen estado de la Exposición Universal de San Luis.

## Aviarios caseros

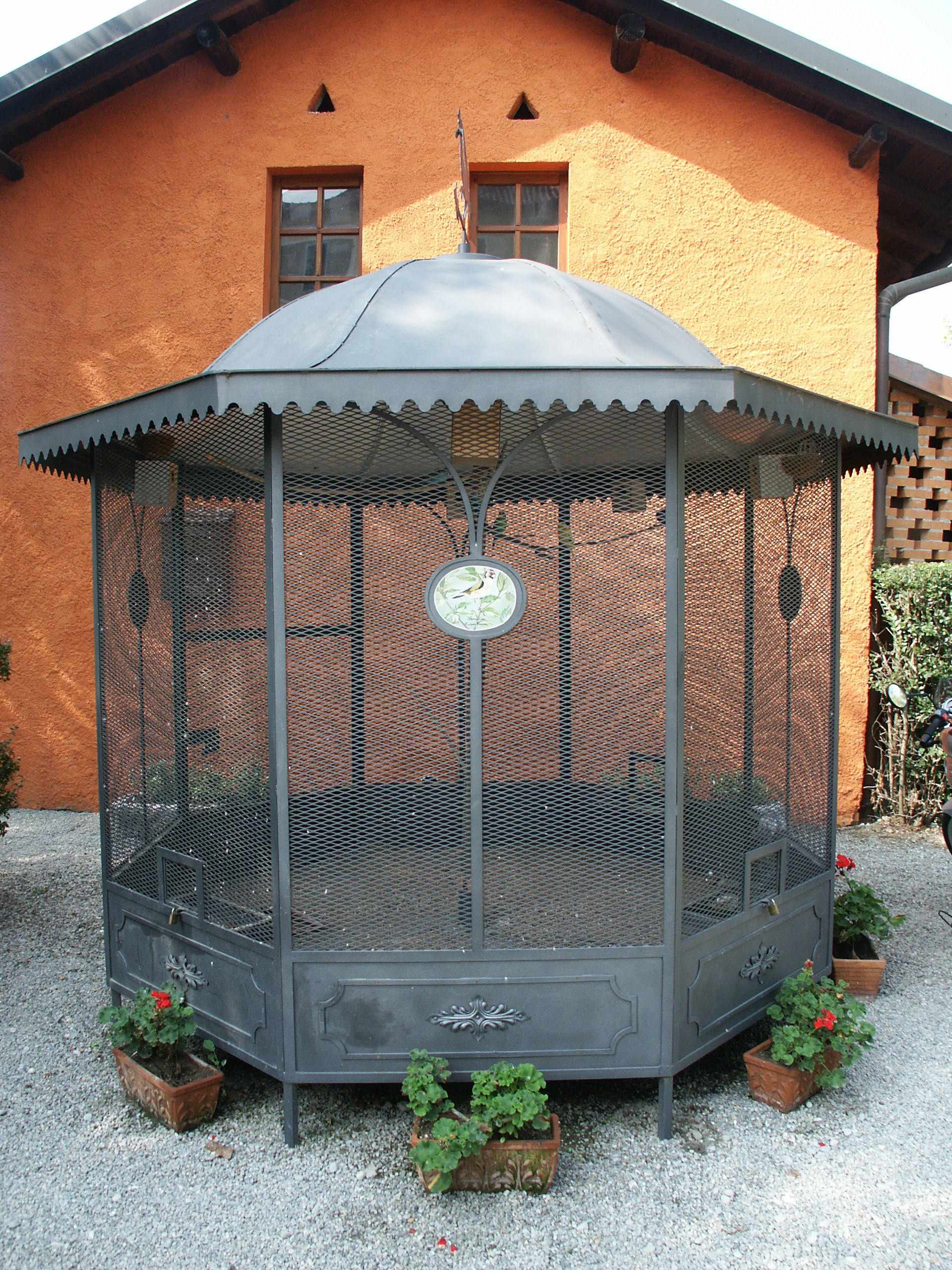
Un ejemplo de un aviario comercial.

Los aviarios son populares entre aquellos a los que le gusta criar aves domésticas procurando que tengan espacio. El aviario casero suele ser un producto de tipo "hágalo usted mismo", aunque los hay también disponibles comercialmente para encajar en interiores y exteriores.
Hay dos clases de aviarios caseros: aviarios firmes y aviarios sostenidos. Los aviarios firmes están fijados al suelo con una base de hormigón para que no entren ratas y alimañas. Los aviarios sostenidos se componen de patas fijadas en el piso, y por lo tanto no necesitan una base. Muchos aviarios firmes normalmente muestran un trabajo de madera o un marco de policloruro de vinilo, al contrario de los aviarios públicos que tienen marcos de metal; aunque los aviarios sostenidos pueden tener partes metálicas.